# Großer Mittager
Der Große Mittager (italienisch Monte Catino) ist ein 2422 m s.l.m. hoher Berg in den Sarntaler Alpen in Südtirol (Italien).

## Lage und Umgebung
Der Berg liegt im Südteil des Westkamms der Sarntaler Alpen zwischen der Hochplattspitze (2615 m s.l.m.) im Nordwesten und dem Bergrücken des Tschögglberges im Süden. Östlich sind dem Hauptgipfel die Windspitz (2392 m s.l.m.) und der Kleine Mittager (2305 m s.l.m.) vorgelagert. Auf dem Großen Mittager und der Windspitz befinden sich Gipfelkreuze.
Administrativ befindet sich der Berg auf dem Gebiet der Gemeinde Sarntal in Südtirol.

## Zugang
Der Berg liegt am Touristengebiet Meran 2000, das aus dem Tal leicht über zwei Seilbahnen von Meran und Hafling erreicht werden kann. Das Gebiet ist umfassend durch Wanderwege erschlossen. Von den Bergstationen aus kann der Berg in etwa zwei Stunden erreicht werden. Die nächstgelegenen Schutzhütten sind die Kesselberghütte (2300 m s.l.m.) an der Nordwestflanke und die Mittagerhütte (2260 m s.l.m.) im Süden. Die Mittagerhütte ist über den auch für Fußgänger benutzbaren (und ganzjährig geöffneten) Mittagersessellift erreichbar.

## Galerie

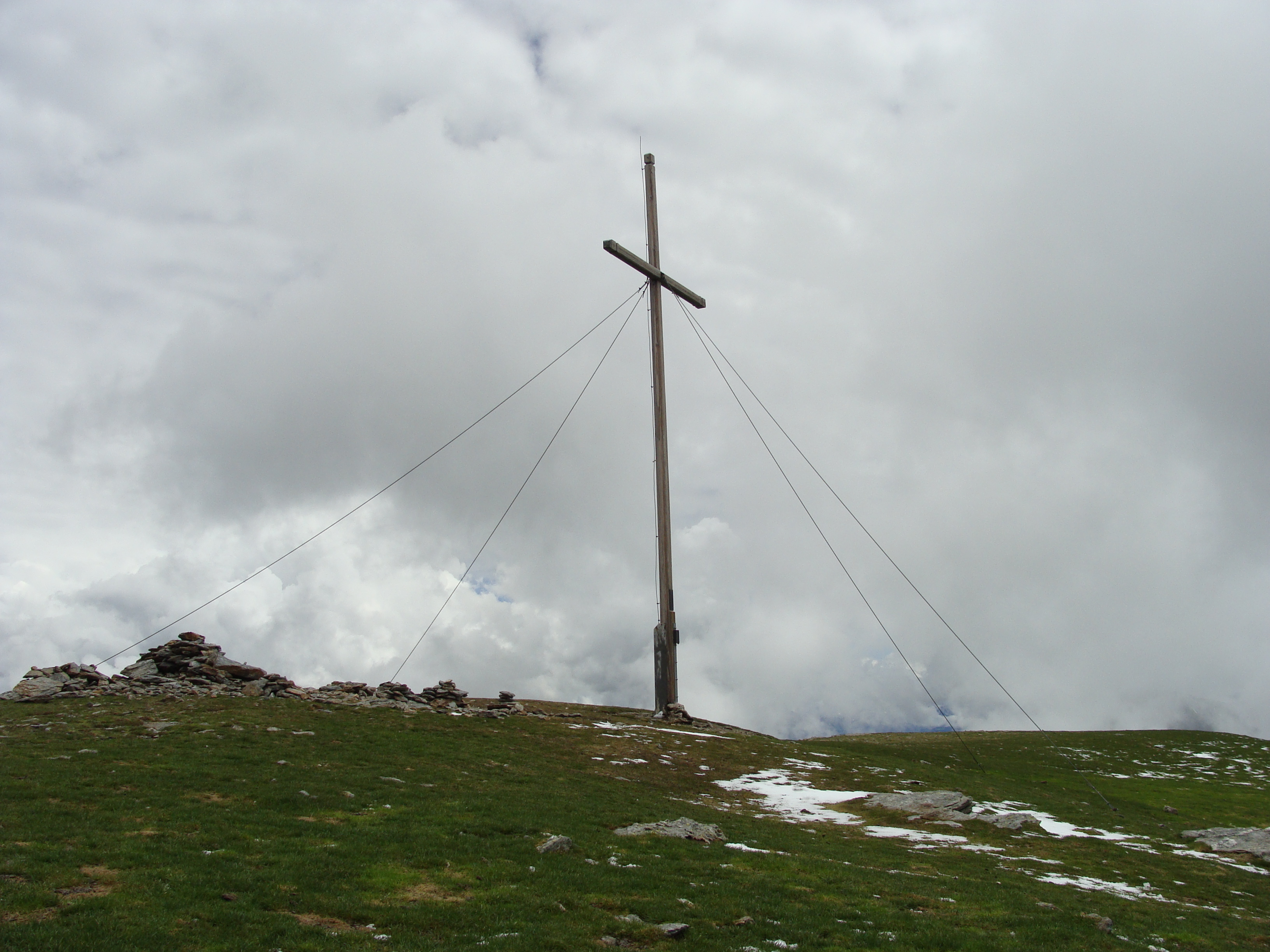
Gipfelkreuz Großer Mittager
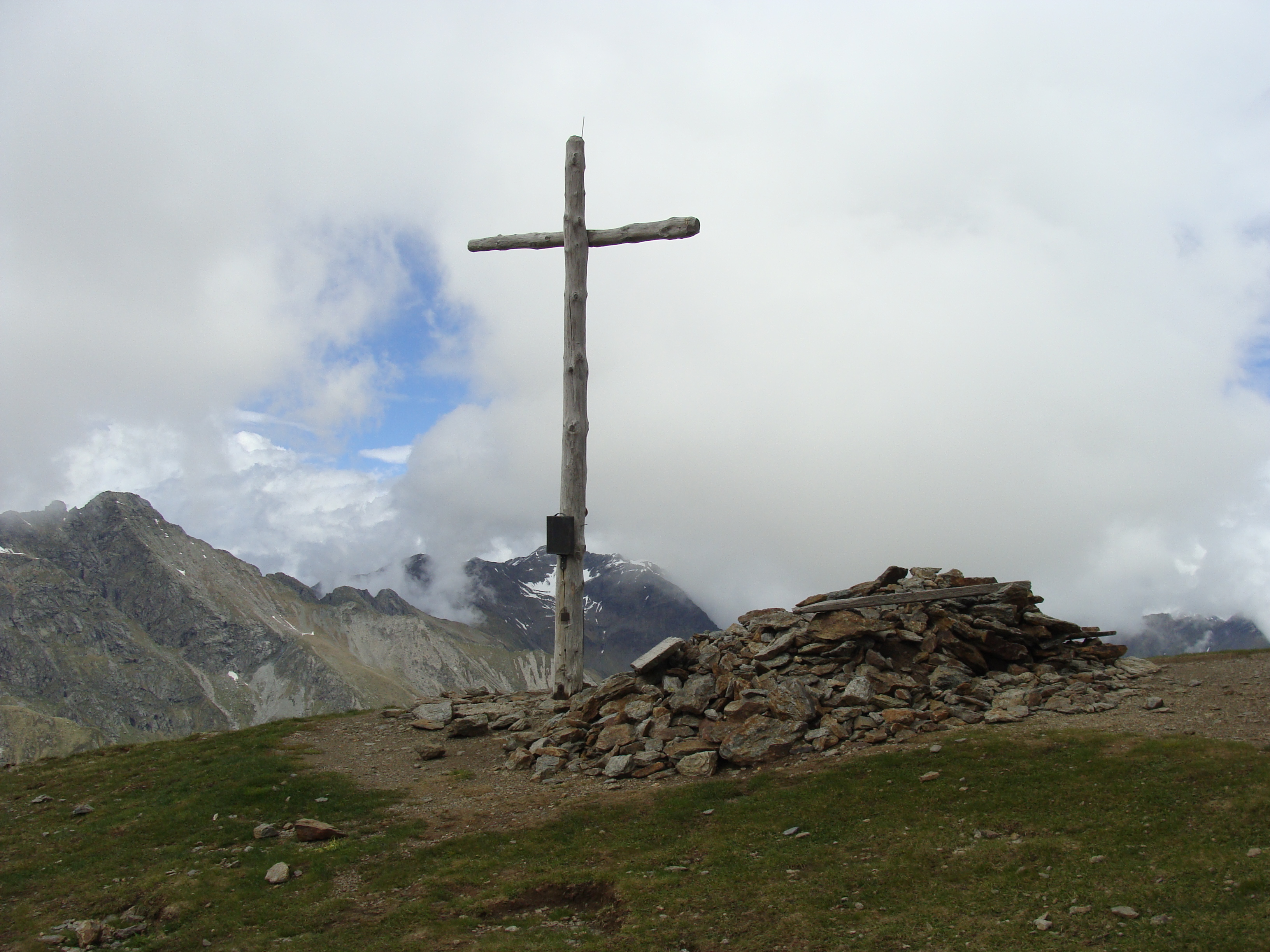
Gipfelkreuz Windspitz
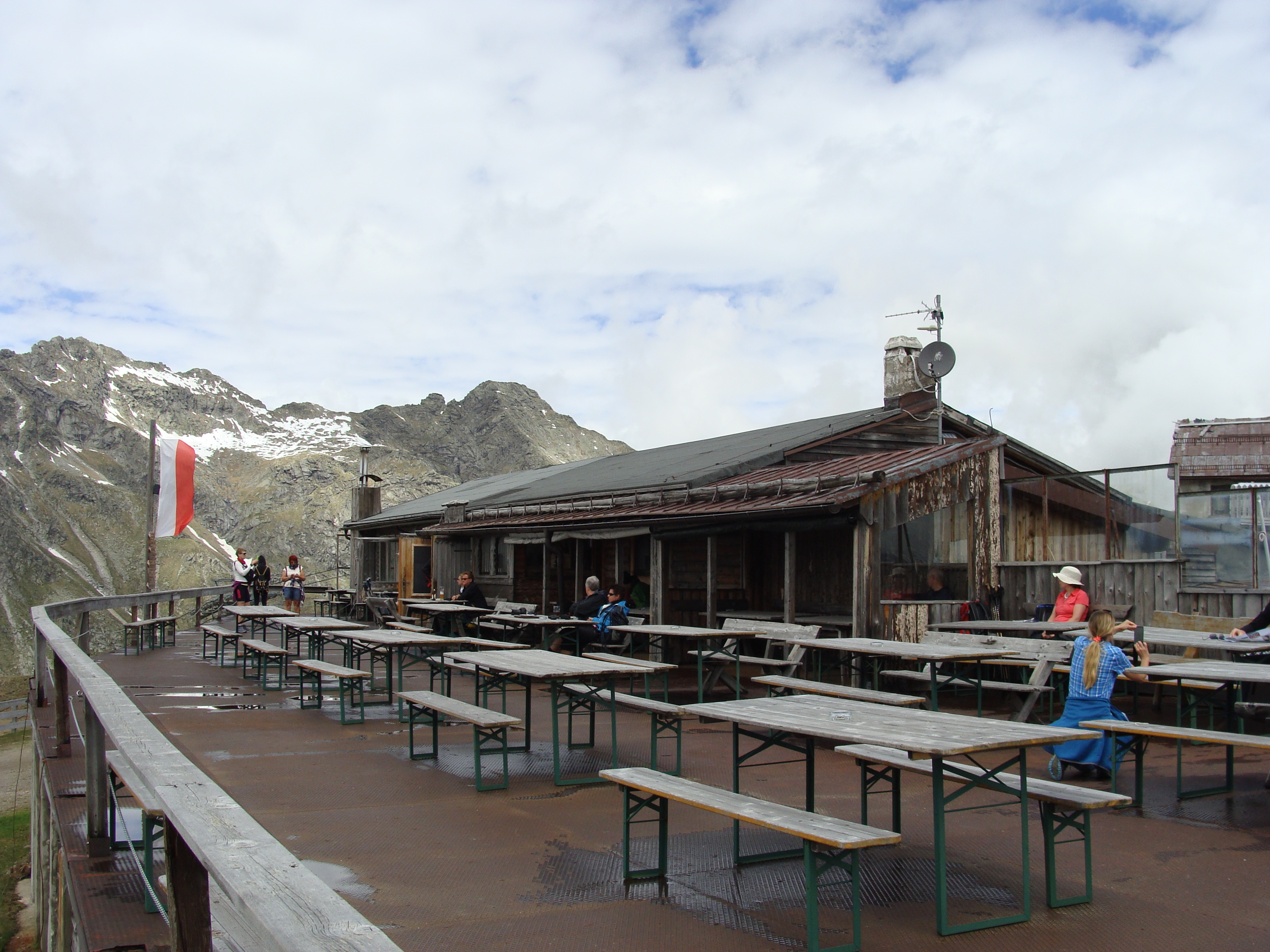
Kesselberghütte